# 克拉斯尼揚西克
49°10′13″N 35°41′26″E / 49.17028°N 35.69056°E
克拉斯尼揚西克（烏克蘭語：Краснянське），是烏克蘭東部的村莊，隸屬哈爾科夫州的別列斯京區。該村始建於1920年，面積0.88平方公里，海拔高度135米，2001年人口188，人口密度每平方公里214.1人。